# Pavel 183
Pavel 183, pseudonimo di Pavel Puchov (in russo Павел Пухов?; 11 agosto 1983 – 1º aprile 2013), è stato un artista russo, definito da alcuni come il "Banksy russo".

## Arte e attivismo
Pavel Pukhov si innamorò della libertà di espressione quando, a undici anni, si imbatté nel famigerato Muro di Coj di Mosca, un vicolo nel centro di Mosca coperto di graffiti e messaggi che commemoravano la vita e il culto per la rockstar Viktor Coj.
Le opere di Pavel 183 spaziano da murales dipinti a spruzzo su strutture pubbliche, a combinazioni di audio e video, a volte accompagnate da un messaggio politico. I suoi lavori sono stati paragonati a quelli dello street artist britannico Banksy e dell'artista statunitense Keith Haring.
Come Banksy, Pukhov scelse di mantenere segreta la sua vera identità, rivelando solo alcuni dettagli biografici sul suo sito web, tra cui la sua nascita e residenza a Mosca e la sua laurea in design comunicativo. Tuttavia si dissociò in più occasioni dall'accostamento all'artista britannico, sostenendo che il paragone sminuiva i quattordici anni dedicati alla ricerca e messa a punto di un proprio stile.
Uno dei "bersagli" della sua opera era la pubblicità, per l'intrinseco potere di minare il libero arbitrio degli individui. Descrisse i designer come professionisti condizionati dal denaro, e li contrappose ai veri artisti, per il cui lavoro nutriva più rispetto. Era prevalentemente conosciuto per le sue installazioni di denuncia sociale e per i murales iperrealistici, tipicamente realizzati su tonalità di grigi. Nella fase più avanzata della sua carriera, Pukhov esplorò diverse tecniche di creazione, sviluppando la capacità di disegnare al buio avvalendosi di poche luci (indispensabile per le incursioni notturne non autorizzate) e giungendo a includere nelle sue opere elementi paesaggistici, come i corsi d'acqua e gli spazi cementificati di Mosca.
Sebbene le sue opere affrontassero tematiche politiche, affermò di non considerarsi un "artista politicizzato". Uno dei suoi ultimi lavori affronta la questione delle elezioni legislative del 2011, i cui risultati ufficiali sollevarono numerose e accese contestazioni in tutta la Russia.

## Carriera
Pukhov conseguì una laurea in design comunicativo, ma dichiarò di non essersi mai realmente avvalso delle tecniche e delle teorie apprese durante i suoi studi. Tuttavia oltre alla sua attività notturna di artista di strada svolgeva diversi lavori più o meno riconducibili alla formazione universitaria: fra le altre cose lavorava come sistemista, designer, restauratore e direttore artistico. Nel 2012 iniziò ad attirare l'attenzione della stampa internazionale.
Tra il 2012 e il 2013, venne incaricato dalla società di produzione teatrale Teatralnoye Delo di disegnare le scenografie per il musical rock Todd. Fu proprio la portavoce della compagnia che ne annunciò la morte.

## Morte
Pavel 183 morì il 1 aprile 2013 per cause non accertate. Nessuna versione ufficiale venne diffusa al riguardo, e diverse fonti fornirono rapporti contrastanti su cosa ne abbia effettivamente determinato il decesso. Ben Hoyle in un articolo per il New York Times scrisse che l'intera comunità russa della street art era "in lutto".